# Tangsebla
Tangsebla est une localité du département de Dissin, dans la province d’Ioba (région du Sud-Ouest) au Burkina Faso. En 2006, cette localité comptait 900 habitants dont 54.7% de femmes.